# 後殖民女性主義
後殖民女性主義（英語：Postcolonial Feminism），是一種女性主義流派，它是回應原本女性主義似乎僅以西方文化中的女性經驗而產生。後殖民女性主義試圖說明種族主義以及殖民主義造成長期以來的政治、社會、文化影響，使非白人、非西方的女性在後殖民世界受到影響。後殖民女性主義源自於對已開發國家女性主義理論家的批評，指出他們傾向於將主流女性主義者的觀念用於全世界，並認為這些觀念無法用於非西方國家的女性的境況。
後殖民女性主義認為，使用「女人」一詞並視之為一個同質性的群體，會只以性別而忽略了從社會階級、種族、族群、性傾向來看待她們。後殖民女性主義者也試圖將原住民族和其他第三世界的女性主義運動納入主流的西方女性主義。
後殖民女性主義有時會受到主流女性者批評，認為因為會讓女性主義分裂而削弱了更廣泛女性主義運動的力量。有時也被批評仍帶有西方的偏見。

## 歷史

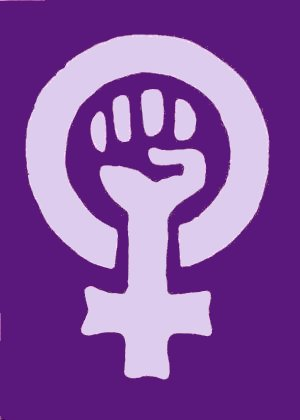
源自1970年代的女性主義圖標

近代女性主義運動歷史可分為三波。第一波女性主義源自19世紀，主要由白種、中產階級女性發起。因此，第一波女性主義幾乎全都是著重與這些女性相關的議題。第一波女性主義集中於爭取的權利，例如參政權以及排除法律上的性別不平等，但這並沒有將受到種族壓迫的有色人種女性，和必須因經濟困難而必須離開家從事藍領工作女性的處境納入。
第二波女性主義鼓勵女性去看她們日常生活中的性權力爭取，並擴大探討的範圍至工作場域、性議題、家庭和生育權利等。但在這時的女性主義理論，還未能關照不同種族和階級的女性，它只注意到發起該運動的西方白人女性。到1980年代，後殖民女性主義作為第三波女性主義的一支，並隨著其他基於種族的女性主義運動而出現，試圖反映每個女性不同的生活經驗。
為了改變來自全球化的「大敘述」，後殖民理論最初來自對殖民文學批評的形式。 認知到各種群體女性的差異，後殖民女性主義認為西方女性主義過於將問題簡單化在性壓迫，因而將性別問題與社會中的其他領域相連結。

## 理論概述
後殖民女性主義是相對較新的思想流派，其主要源自於後殖民主義理論家，他們關注於殖民主義和帝國主義如何在十九世紀以來影響了特定文化如何看待自己。這一派的女性主義則進一步拓寬了在任何特定社會所存在不同層次的壓迫。
後殖民主義一開始主要只是對於西方女性和後殖民主義的批評，但之後成為一個對這兩個領域議題的新分析方式。不像主流後殖民主義，主要集中在探討殖民主義所遺留下來對於各國當前經濟和政治制度的影響，後殖民女性主義則分析為何後殖民主義未能處理性別問題，它們也試圖指出西方女性主義宣稱能將理解用於全世界的想法是有限制的。後殖民女性主義就試圖以這個方式來處理後殖民主義和西方女性主義的缺點。 殖民主義的概念在後殖民女性主義中扮演很多重要的位置，它可以意指在文字上的「獲取土地」，或是在社會中的社會、政治和經濟上的奴役。
這個運動中的重要理論家莫汗悌在她的短文〈在西方眼中〉（Under Western Eyes）中就提到了這些概念。在文章中，莫汗悌主張西方女性主義者對第三世界女性的描寫建構是武斷而有限制的，她認為她們把這些女性描寫成男性控制和傳統文化下的受害者，但未能考慮第三世界的歷史脈絡和文化差異。這造成了以西方女性主義作為評價發展中國家狀況的標準。莫汗悌主張要讓第三世界女性在女性主義領域有自己的主體性和聲音。
杜賓崔尼蒂大學（Dublin Trinity College）社會學教授艾朵·克雷（Ethel Crowley）在文章〈第三世界女性與西方女性主義的不足〉（Third World Women and the Inadequacies of Western Feminism）中就指出女性主義在運用到非西方社會時的不足，她認為西方女性主義者在遇到第三世界女性時有理論化約主義現像，花太多時間在意識型態的細節，而非擬定重要問題的解決策略。她在文章中認為民族誌的建立會是解決此問題的好方式，並指出對於全世界的女性來說，解放的意義不同。

## 與西方女性主義的關係
後殖民女性主義一開始即是起自批判西方女性主義在處理第三世界女性主義等問題上的不足。後殖民女性主義試圖將非西方女性的奮鬥過程，納入廣泛的女性運動中。 西方和非西方的女性主義者常在種族和宗教上不同，這也是西方女性主義者常未注意的差異。後殖民女性主義者反對全球的女性是性質單一的群體，因此為了要了解女性主義運動的目標以及全球女性奮鬥的異同，就要去檢視什麼是真正讓女性結合在一起。後殖民女性主義者對傳統西方女性主義的批評，就是為了要去了解同時存在、彼此相異但又彼此相關的奮鬥。
這樣作的意義重大，因為女性主義論述雖具批判性和解放性，但卻無法免於內部權力關係的出現。後殖民主義女性主義者希望將更廣泛的女性主義運動，納入這個理論的大路線中，目標為能達到超越西方世界的文化觀點，能獲取全球女性的個人經驗。
Ali Suki就特別關注在女性主義中缺少有色人種女性代表，而白人女性有較高的比重。 這個問題其實不是基於非西方地區的相關的學術作品不足，而是缺少注意和流傳。這種情形強化了西方霸權並使得西方白人學者的聲量比重更高。大多可獲得的，關於非西方的女性主義著作都是由西方理論家所著，使得相關歷史中都以白人為主
後殖民女性主義者在對於後殖民理解和西方女性主義的回應上並不都一樣。但整體而言，這些理解家削弱了主流女性主義的蕃籬。後殖民女性主義的意圖是減少單一化的言語，並將所有的女性納入理論圖像中。一方面削除將第三世界視為「它者」的觀念，一方面排除西方歐洲中心的女性理論框架中，把「它者」視為其文化和傳統的受害者的想法。

## 與後殖民理論的關係
後殖民女性主義關注於殖民主義的性別化歷史，以及其如何持續影響到現在的女性地位。在1940-1950年代，在聯合國成立之後，前殖民地由西方托管被認為是社會的進步。社會進步的定義是與西方的社會文化價值結合。因此，女性的傳統地位和角色，由於與西方標準不同，而被認為是反抗西方統治的象徵。例如包頭巾的女性等。這些做法一般被西方女性所看不起，但被視為具有文化的意義。因此，在這社會採行西方價值規範的目標是提昇女性地位，但卻有可能具爭議性。 
後殖民主義可以提供人們討論自時期以來的各種經驗。這可能包括：「移民、努役、壓迫、反抗、差異、種族、性別，以及對歐洲帝國論述的反應等。Ania Loomba則批評「後殖民」這個名詞，認為「後」隱含著殖民之後，她說了一個問題「那麼，確切來說什麼時候後殖民才開始呢？」  後殖民女性主義者看到了近來兩種同時的發展，包括國家脫離殖民，以及女性從父權觀點中掙脫。也因此女性主義和後殖民主義可以視為有類似目標—都是要使在傳統社會秩序中無法發聲的族群得以發聲。

## 種族和宗教

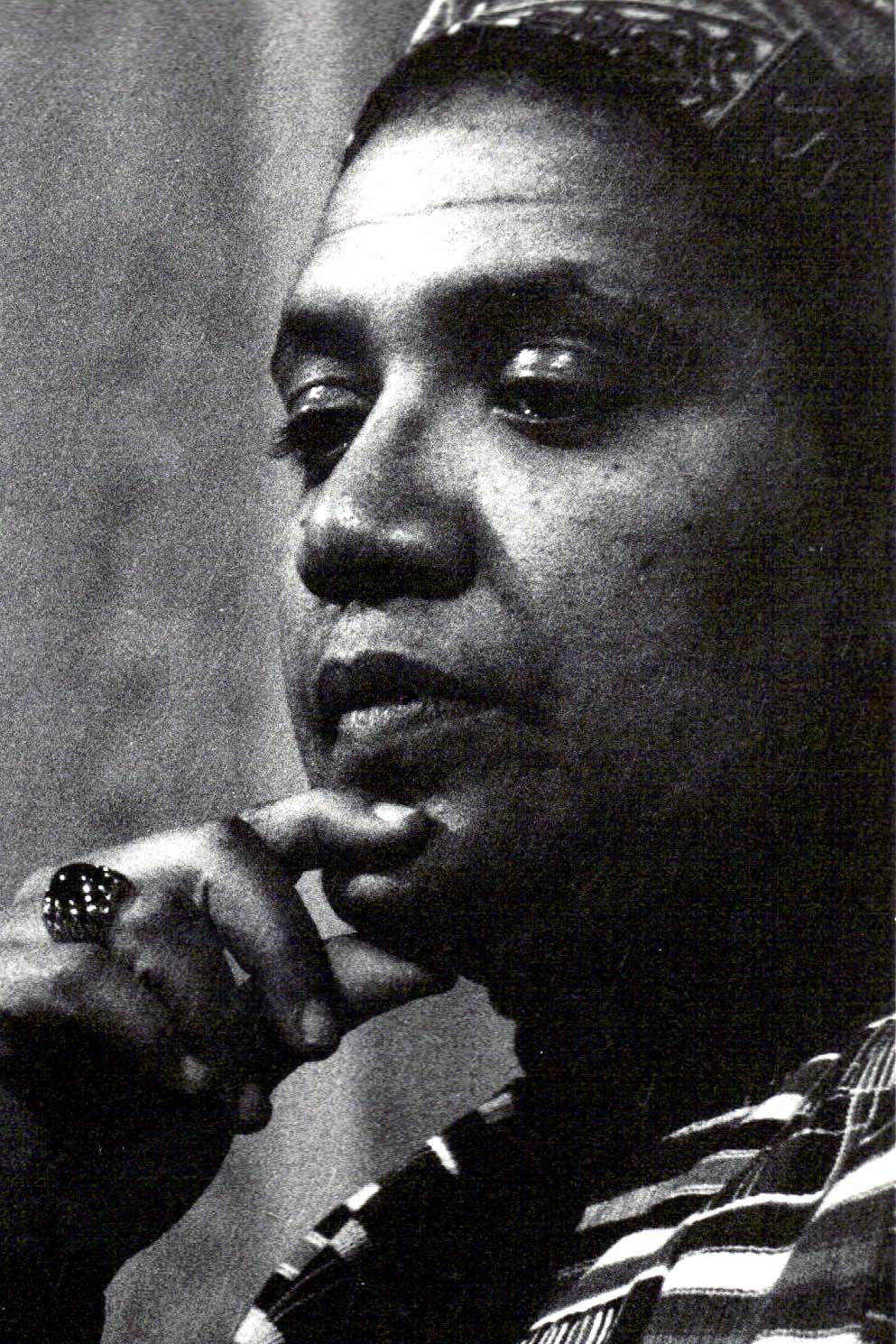
蘿德 撰述種族和宗教的問題

後殖民女性主義和原住民運動和後殖民理論有很密切的關係。它與黑人女性主義也有密切的關係，因為黑人女性主義和後殖民女性主義都認為主流西方女性主義未能考量種族的差異問題。在後殖民女性主義中，種族主義佔了很重要的位肁。後殖民女性主義試圖處理目前仍然存在的族群衝突和種族主義，並將這種問題放入女性主義論述中。過去主流女性主義大多避開種族的問題，或認為它是在父權體系之外的次要問題，並將它與女性主義分開。一直到很晚近的論述為主，種族都未被放入在白人女性中需要注重的問題。
後殖民女性主義試圖避免將全球的女性視為同質，而忽略種族、性傾向、階級、或年紀的差異。在西方文化中，種族主義有時被視為社會制度化的一環。後殖民主義女性主義者則著重在個人如何在生活過程中，獲得種族主義的假設、作法和偏見。
在主流的女性主義中，假設非西方世界的女性不了解什麼對她們最好。而後殖民的架構中，則試圖視這些女性為「完全的道德主體者」，把她們的行為視為對抗西方帝國主義的象徵。
 例如，中東和伊斯蘭文化中女性包頭巾的習俗，西方人可能會視之為對女性的壓迫，但很多中東的女性則不同意且不能了解西方標準的穿衣方式為何代表解放。.

## 殖民與後殖民種族影響
在西方文化興盛的美國，根據2014年的人口調查，擁77.4%的高加索人口。他們自十六世紀開始就是人口的大多數。高加索人從1620年開始的殖民時期就佔有主要 的作用，在一開始殖民時，就是以男性為主。女性則沒有如男性一般的權利和自由，直到一次世界大戰勝利，才給女性更多的獨立權利。 這時正是第一波女性主義運動，其主要的成就之一是 美國憲法第十九修正案。 她們領導爭取推動女性和黑人女性的權利，但實際上只有中產階級白人女性獲益。即使在第二波和第三波女性主義，由女性主義和相關運動獲得的主要平等權利，仍然主要以白人女性為主。對於白人特權的缺乏認知，造成了實際上的不平等。 在美國和其他西方影響的國家的白人特權、壓迫和剝削促成了其他女性主義運動，如黑人女性主義、伊斯蘭女性主義等的產生。

## 與第三世界女性主義的關係
根據所使用的地方，第三世界女性主義和後殖民女性主義二者常可交替使用。在
Nancy A. Naples 探討了二個名詞的不同，他認為：「第三世界國家」一詞由北美和歐洲國家命名，其特色是因為過度依賴第一世界國家而造成發展落後和貧窮。未開，這個詞在1980年代開始廣為使用，但在後殖民學者中開始受到批判。 Naples 則定義「後殖民」在像印度這樣，從之前的殖民狀況中獨立出來的國家。這兩個名詞都有可能因為其隱含的由西方出發的「他者」概念而有爭議。
雖然後殖民女性主義被預期要使第三世界這個詞的概念有所改進。但Ranjoo Seodu Herr為第三世界女性主義辯護，認為其強調了地方性和國家的重要性，有助於促進女性主義觀點更加多元。
這個詞也和其他女性主義流派 如黑人女性主義、非洲女性主義相關。

## 雙重殖民
雙重殖民是一個用來形容後殖民世界女性處境的名詞。後殖民和女性主義理論家描述女性同時被父權體系和殖民力量所壓迫，而這在很多國家即使獨立之後也仍然存在。因此女性等於同時被帝國主義和男性霸權雙重殖民。
後殖民女性主義者也關心於確認和揭露加諸在女性作者的雙重殖民以及雙種殖民如何呈現於文學之中。然而，在學者中，有關於在何種情境下，父權和殖民兩種壓迫哪種更多於另一種。
進一步而言，在與父權體制和殖民主義的殘留奮鬥的同時，後殖民女性主義者還要努力爭取在西方女性主義者中的可見度，要試圖不僅因自身的性別，而是因為自身的族群、文化和特有的歷史而被看到。

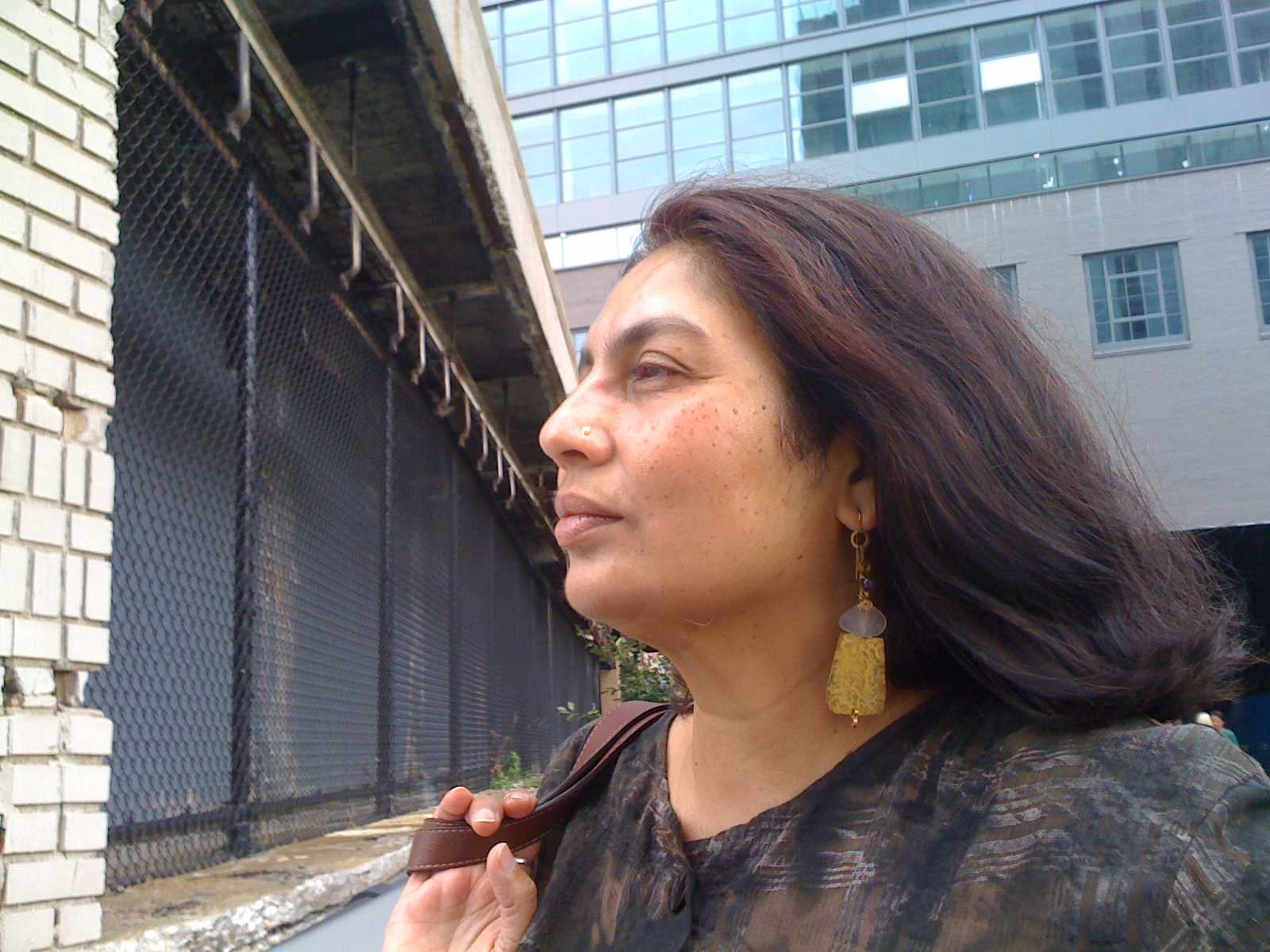
莫汗悌 "Under Western Eyes"的作者

雙重殖民的概念也被很多作者進一步運用，如漢索·卡比（Hazel V. Carby）的文章〈白人女性聽著！〉（White Woman Listen!）中，尖銳地批評西方女性主義者帶有偏見並成了黑人女性的壓迫者。在這個脈絡之下她提出了「三種壓迫」的概念。
莫汗悌在〈在西方眼中：女性主義學者與殖民論述〉（Under Western Eyes: Feminist Scholarship and Colonial Discourses）一文中的主張也是從同一個角度出發，她認為西方女性主義者錯誤地代表有色人種女性，造成忽略了多元的經驗。

## 對後殖民女性主義的批評
後殖民女性主義本身是對西方女性主義的批評，而對後殖民女性主義的批判見常來自西方女性主義為了維護其目標的回應。西方女性運動批評後殖民女性主義的一種方式是，若將女性分解成更小的群體，會進而導致整個女性主義運動失去目的和力量。 這種批評聲稱後殖民女性主義具有分裂性，認為如果婦女能夠形成統一戰線，整體女權運動將會更加強大。
對後殖民女性主義的另一種批評，與後殖民女性主義對西方女性主義的批評大致相同。批評指出它們只關注自己文化中正在發生的事情，而犧牲了世界其他地區的利益。殖民主義對人們來說也體現了許多不同的意義，並且在世界各地以不同的時間線發生。查特吉支持這樣的論點，即後殖民視角排斥「啟蒙運動、工業革命和理性的宏大敘事的整體視角，使得『其他』歷史和人民在真理和常態的霸權建構下變得不可見。
後殖民主義論述一方面擴展了女性主義的知識領域，但學者也開始提出批評，並進而發展稱之為「跨國女性主義」的論述。後殖民主義聚焦於非西方國家的經驗，跨國女性主義則有助於了解來自移民和跨國社群的新狀況。

## 另參見
- 女性主義歷史
- 黑人女性主義

## 出處
1. ↑  Chatterjee, Sushmita. . Hypatia. 2016-02-01, 31 (1): 22–40  [2017-03-11]. ISSN 1527-2001. doi:10.1111/hypa.12225. （原始内容存档于2018-02-05） （英语）.
2. 1 2  Ali, Suki. . Ethnic and Racial Studies. 2007-03-01, 30 (2): 191–212. ISSN 0141-9870. doi:10.1080/01419870601143877.
3. ↑  . Feminist Theory.
4. ↑  Loomba. . London: Routledge. 1998.
5. 1 2  . Meridians: Feminism, Race, Transnationalism.
6. ↑  Cawley, Stephanie. . （原始内容存档于2019-07-03）.
7. ↑  . www.census.gov.   [2016-03-17]. （原始内容存档于2017-06-17）.
8. ↑  Reinsch, Ole. . www.genderforum.org.   [2016-04-21]. （原始内容存档于2016-05-03）.
9. ↑  Law, Sylvia.  (PDF). University of Akron. University of Akron. 1999  [March 15, 2016]. （原始内容 (PDF)存档于2021-01-08）.
10. 1 2  Mohanty, Chandra Talpade. . Signs: Journal of Women in Culture and Society. 2003-01-01, 28 (2): 499–535  [2017-03-11]. ISSN 0097-9740. doi:10.1086/342914. （原始内容存档于2022-03-18）.
11. ↑  Naples. . London: Routledge. 2002.
12. ↑  . Routledge. 2000: 66–67. ISBN 0-203-93347-8.
13. ↑  Tyagi, Ritu. . International Journal of Language and Linguistics.
14. ↑  Carby, Hazel V. Mirza, Heidi Safia , 编. . London and New York: Routledge. : 46.
15. ↑  . Third World Quarterly.

## 外部連結
- Weedon, Chris. . genderealisations (gender forum). 2002, 1. （原始内容存档于2016-03-03）.